# John Hamilton Gordon
John Campbell Hamilton Gordon, I marchese di Aberdeen e Temair (Edimburgo, 3 agosto 1847 – Tarland, 7 marzo 1934), è stato un nobile e politico scozzese.

## Biografia
Era il secondo figlio maschio di George Hamilton Gordon, V conte di Aberdeen, e di sua moglie, Lady Mary Baillie, sorella di George Baille-Hamilton, X conte di Haddington. Studiò all'Università di St. Andrews e all'University College.

## Carriera politica
Entrò nella Camera dei lord dopo la sua successione alla contea. Egli divenne Lord luogotenente di Aberdeenshire nel 1880, servì come Lord High Commissioner all'Assemblea Generale della Chiesa di Scozia (1881-1885 e nel 1915) ed è stato brevemente nominato Lord luogotenente d'Irlanda nel 1886. Divenne consigliere privato nello stesso anno. Nel 1884, ospitò William Ewart Gladstone a Haddo House, durante il suo tour della Scozia. L'occasione è stata catturata dal pittore Alfred Edward Emslie, conservato nella collezione della National Portrait Gallery, Londra.
Ha servito come governatore generale del Canada (1893-1898) durante un periodo di transizione politica.
Egli è stato nominato Cavaliere di Gran Croce dell'Ordine di San Michele e San Giorgio nel 1895.
Fu, nuovamente, Lord luogotenente d'Irlanda (1905-1915).

## Matrimonio
Sposò, il 7 novembre 1877, lady Isabel Marjoribanks, figlia di Dudley Marjoribanks, I barone Tweedmouth, e di Isabella Hogg. Fu un matrimonio d'amore, ebbero cinque figli:
- George Hamilton Gordon, II marchese di Aberdeen e Temair (1879-1965);
- Adeline Marjorie (1880-1970), sposò John Sinclair, I Lord Pentland, ebbero due figli;
- Dorothea (marzo-novembre 1882)
- Dudley Hamilton Gordon, III marchese di Aberdeen e Temair (1883-1972);
- Ian Archibald (1884-1909).

## Morte
Morì il 7 marzo 1934, a 86 anni.

## Ascendenza
|                                                                   |                    |                                    | Genitori                                  |  |  | Nonni |  |  | Bisnonni         |  |  | Trisnonni                                |  |
|                                                                   |                    |                                    |                                           |  |  |       |  |  | 8. George Gordon |  |  | 16. George Gordon, III conte di Aberdeen |  |
|                                                                   |                    |                                    |                                           |  |  |       |  |  | 8. George Gordon |  |  | 16. George Gordon, III conte di Aberdeen |  |
|                                                                   |                    | 17. Catherine Elizabeth Hanson     |                                           |  |  |       |  |  | 8. George Gordon |  |  |                                          |  |
| 4. George Hamilton Gordon, IV conte di Aberdeen                   |                    |                                    |                                           |  |  |       |  |  | 8. George Gordon |  |  |                                          |  |
|                                                                   |                    | 9. Charlotte Baird                 | 18. William Baird, V di Newbyth           |  |  |       |  |  |                  |  |  |                                          |  |
|                                                                   |                    | 9. Charlotte Baird                 | 18. William Baird, V di Newbyth           |  |  |       |  |  |                  |  |  |                                          |  |
|                                                                   |                    | 9. Charlotte Baird                 | 19. Alicia Johnston                       |  |  |       |  |  |                  |  |  |                                          |  |
| 2. George Hamilton Gordon, V conte di Aberdeen                    |                    | 9. Charlotte Baird                 |                                           |  |  |       |  |  |                  |  |  |                                          |  |
|                                                                   |                    | 10. John Douglas                   | 20. James Douglas, XIV conte di Morton    |  |  |       |  |  |                  |  |  |                                          |  |
|                                                                   |                    | 10. John Douglas                   | 20. James Douglas, XIV conte di Morton    |  |  |       |  |  |                  |  |  |                                          |  |
|                                                                   |                    | 10. John Douglas                   | 21. Bridget Heathcote                     |  |  |       |  |  |                  |  |  |                                          |  |
| 5. Harriet Douglas                                                |                    | 10. John Douglas                   |                                           |  |  |       |  |  |                  |  |  |                                          |  |
|                                                                   |                    | 11. Frances Lascelles              | 22. Edward Lascelles, I conte di Harewood |  |  |       |  |  |                  |  |  |                                          |  |
|                                                                   |                    | 11. Frances Lascelles              | 22. Edward Lascelles, I conte di Harewood |  |  |       |  |  |                  |  |  |                                          |  |
|                                                                   |                    | 11. Frances Lascelles              | 23. Anne Chaloner                         |  |  |       |  |  |                  |  |  |                                          |  |
| 1. John Campbell Hamilton Gordon, I marchese di Aberdeen e Temair |                    | 11. Frances Lascelles              |                                           |  |  |       |  |  |                  |  |  |                                          |  |
|                                                                   | 12. George Baillie | 24. Charles Hamilton, Lord Binning |                                           |  |  |       |  |  |                  |  |  |                                          |  |
|                                                                   | 12. George Baillie | 24. Charles Hamilton, Lord Binning |                                           |  |  |       |  |  |                  |  |  |                                          |  |
|                                                                   | 12. George Baillie | 25. Rachel Baillie                 |                                           |  |  |       |  |  |                  |  |  |                                          |  |
| 6. George Baillie                                                 | 12. George Baillie |                                    |                                           |  |  |       |  |  |                  |  |  |                                          |  |
|                                                                   |                    | 13. Eliza Andrews                  | 26. John Andrews                          |  |  |       |  |  |                  |  |  |                                          |  |
|                                                                   |                    | 13. Eliza Andrews                  | 26. John Andrews                          |  |  |       |  |  |                  |  |  |                                          |  |
|                                                                   |                    | 13. Eliza Andrews                  | …                                         |  |  |       |  |  |                  |  |  |                                          |  |
| 3. Mary Baillie                                                   |                    | 13. Eliza Andrews                  |                                           |  |  |       |  |  |                  |  |  |                                          |  |
|                                                                   |                    | 14. James Pringle                  | 28. Robert Pringle, III baronetto         |  |  |       |  |  |                  |  |  |                                          |  |
|                                                                   |                    | 14. James Pringle                  | 28. Robert Pringle, III baronetto         |  |  |       |  |  |                  |  |  |                                          |  |
|                                                                   |                    | 14. James Pringle                  | 29. Katherine Pringle                     |  |  |       |  |  |                  |  |  |                                          |  |
| 7. Mary Pringle                                                   |                    | 14. James Pringle                  |                                           |  |  |       |  |  |                  |  |  |                                          |  |
|                                                                   |                    | 15. Elizabeth Macleod              | 30. Norman MacLeod                        |  |  |       |  |  |                  |  |  |                                          |  |
|                                                                   |                    | 15. Elizabeth Macleod              | 30. Norman MacLeod                        |  |  |       |  |  |                  |  |  |                                          |  |
|                                                                   |                    | 15. Elizabeth Macleod              | 31. Anne Martin                           |  |  |       |  |  |                  |  |  |                                          |  |
|                                                                   |                    | 15. Elizabeth Macleod              |                                           |  |  |       |  |  |                  |  |  |                                          |  |